# Bitva u Laonu
Bitva u Laonu byla bitvou napoleonských válek. Bitva zničila šance na zvrat ve válce ve prospěch napoleonské Francie.

## Pozadí
V prosinci 1812 se vrátil Napoleon z katastrofálního ruského tažení. Z jeho armády zbyly jen trosky a ruská vojska zahájila útok za hranice své říše. Brzy se k Rusku přidalo Prusko, Anglie, Švédsko a nakonec i Rakousko. Výsledkem byla pro Francii katastrofální bitva u Lipska.
Napoleon nyní musel vyklidit Německo a hrozilo že spojenci se probijí do samotné Francie. Napoleon nakonec zvítězil nad pruským maršálem Blücherem u Craonnu 7. března 1814. Šlo jen o taktický úspěch, navíc za cenu vysokých ztrát. Bylo jasné že dojde k další bitvě. Obě armády nyní postupovaly k Laonu.

## Poměr sil
Napoleon měl mnohem méně vojáků než Blücher. Pouze 36 000 mužů, kteří byli většinou unavení a nepříliš vycvičení nováčci. Proti nim stálo přibližně 100 000 pruských a ruských veteránů, jimž velel maršál Blücher.

## Pozice armád
Blücher dorazil do Laonu dříve než Napoleon a rozmístil 17 000 pruských vojáků v citadele, vlastním městě a jižně pod laonskou skalou. Pravé křídlo (jihozápadní) tvořilo 25 000 Wintzingerodových Rusů, stojících za vsí Clacy, přičemž jejich část byla až u Étouvelles a Chivy. Levé křídlo tvořilo 25 000 Prusů v prostoru mezi remešskou silnicí a Athies. Zálohu tvořilo 36 000 Rusů severně od města.
Francouzi se k Laonu blížili dvěma proudy. Jeden, vedený samotným císařem, se blížil po soissonské silnici z jihu. Druhý, tvořený čtvrtinou sil, vedl maršál Marmont po remešské silnici.

## Bitva
Napoleon postoupil na dohled od Laonu 8. března večer. Rozhodl se, že zaútočí v noci s využitím momentu překvapení. 9. března v jednu hodinu měl maršál Ney zaútočit na Étouvelles a Chivy. Pak měl následovat útok Belliardova jezdectva na Sémily a obsazení samotného Laonu.
V půl dvanácté se jednotky vydaly na svá místa. Neyův útok na Étouvelles byl úspěšný. Zastihl Rusy spící. Po dobytí Étouvelles měl zaútočit Belliard na Sémilly, ale ten velel jezdcům, kteří měli problém jet cvalem i ve dne a chtěl počkat alespoň na trochu světla. To umožnilo Rusům zaujmout u Sémilly obranu.
Ke vsi dorazil v půl páté. Sémilly bylo dobyto nakonec až v sedm, kdy se zde objevil Ney a Mortier, přičemž Ney dobyl Sémilly a Mortier postupoval na Laon. Kolem desáté zaútočil na ves Ardon a probil se těsně pod skalní stěnu, jenže kolem desáté byli donuceni k ústupu Bülowovým útokem. Následoval útok na Sémilly, jenž Neye vyhnal ze Sémilly.
Napoleon rozvinul své jednotky mezi vesnicemi Leuilly a Clacy. Bülow s Wintzingerodem na něho zaútočili, přičemž generál Voroncov vpadl francouzskému levému křídlu do boku a dokázal dobýt Clacy, než byl donucen k ústupu. Jen pravé křídlo maršála Mortiera útočilo a zatlačovalo Bülowa na Ardon.
Tehdy se Blücher dozvěděl, že po Remešské silnici se blíží k městu další síly a usoudil, že útok z jihu je jen zastírací manévr a hlavní útok bude veden z východu. Blücher tedy zastavil útok, čímž se Napoleonovi značně ulevilo.
Marmont na Blüchera zaútočil a kolem páté odpoledne se dostal na úroveň mezi vesnice Athies a Avergeny. Útok Marmont ukončil se soumrakem a nechal vojáky utábořit se. Tehdy se Marmont dopustil chyby, když zanedbal rozmístění sil a jel přenocovat do zámku Eppes. Ten je vzdálený 5 km.
Prusové se tehdy rozhodli na Marmonta zaútočit. Útok začal v půl osmé večer. Přepad byl překvapivý s řevem hurá. Francouzi se nedokázali pořádně bránit a vznikla panika. Na bojiště dorazil i sám Marmont a stmelil pár stovek mužů s kterými za boje ustupoval. Nejdříve ustupoval k lesu Avergny, kde stmelil další muže. Poté ustoupil směrem na Festieux, k jihovýchodu.
Ráno 10. března. zaútočili Rusové na francouzské pozice u vsi Clacy. Nakonec musel Napoleon bojiště někdy kolem čtvrté odpolední vyklidit. Zůstal zde jen zadní voj maršála Neye, který ustoupil až další den.

## Následky
Bitva u Laonu znamenala pro Napoleona katastrofální prohru po níž mohl svůj pád jen oddalovat. Na tom nic nezměnila ani výhra u Remeše o tři dny později.
31. března kapitulovala Paříž a Napoleon musel abdikovat. Později se na krátkou chvíli vrátil z nuceného exilu na ostrově Elba, ale utrpěl porážku u Waterloo. Následovala druhá abdikace a poté, co se Napoleon vydal do rukou Angličanů, jeho internace a přesun na ostrov Svatá Helena, kde 5. května 1821 zemřel.